# Unie Vrijzinnige Verenigingen
De Unie Vrijzinnige Verenigingen (UVV) is een Belgische vrijzinnige koepelorganisatie die actief is in Vlaanderen en Brussel. De organisatie staat sinds eind 2012 ook bekend als deMens.nu.
UVV is onderdeel van de Centrale Vrijzinnige Raad, het hoogste orgaan van vrijzinnige (niet-religieuze, seculier humanistische) organisaties in België.

## Historiek
De UVV is de op 9 juni 1966 opgerichte overkoepelende vzw voor vrijzinnige verenigingen in Vlaanderen en het representatief orgaan voor vrijzinnig Vlaanderen. Op 31 maart 1971 organiseerde ze zich in een vzw. De grondwettelijke erkenning van het vrijzinnig humanisme kwam er in 1993 en de daaropvolgende structurerings- en financieringswet van 2002 zorgde voor een bredere uitbouw. De nieuwe huisstijl en de naam deMens.nu en huizenvandeMens zijn nadien ontstaan.

## Beschrijving
De UVV bestaat uit Vlaamse organisaties die het beginsel huldigen van wat zij vrij onderzoek noemen. Verder stellen zij dat ze zich niet onderwerpen aan dogma's of gezagsargumenten bij het uitbouwen van hun levensbeschouwelijke, wijsgerige en politieke overtuiging en de mens zien als schepper en drager van morele waarden.
Het doel - de uitbouw van de vrijzinnige niet-confessionele gemeenschap en het behartigen van haar belangen - wordt nagestreefd door:
- initiatieven en acties te steunen en te coördineren voor haar lidorganisaties op hun verzoek;
- zelf initiatieven te nemen en acties te voeren in overleg met die lidorganisaties die wegens hun maatschappelijk doel bevoegd zijn in een specifieke materie;
- de niet-confessionele morele dienstverlening te organiseren, te beheren en uit te bouwen, zowel voor de bevolking in het algemeen als voor bepaalde categorieën van bevolking, inzake de morele dienstverlening
- de vrijzinnige niet-confessionele gemeenschap te vertegenwoordigen tegenover de overheid en derden.[3]

De raad van bestuur wordt om de drie jaar gekozen door vertegenwoordigers van de aangesloten verenigingen uit de algemene ledenvergadering en kiest
- een voorzitter, van rechtswege ook mede-voorzitter van de Centrale Vrijzinnige Raad, samen met de voorzitter van het Centre d'Action Laïque
- een dagelijks bestuur met vertegenwoordigers voor de Centrale Vrijzinnige Raad.

## Structuur

### Voorzitters
| Tijdspanne   | Voorzitter       |
| ------------ | ---------------- |
| 1985 - 1991  | Leo Ponteur      |
| 1991 - 1997  | Luc Devuyst      |
| 1997 - 2006  | Michel Magits    |
| 2006 - 2012  | Sonja Eggerickx  |
| 2012 - 2018  | Sylvain Peeters  |
| 2018 - 2024  | Freddy Mortier   |
| 2024 - heden | Raymonda Verdyck |

### HuizenvandeMens
- Provincie Antwerpen
- Brussels Hoofdstedelijk Gewest
- Provincie Limburg
- Provincie Oost-Vlaanderen
- Provincie Vlaams-Brabant
- Provincie West-Vlaanderen

### Vrijzinnige ontmoetingscentra
Federatie Vrijzinnige Centra

### Categoriale morele dienstverlening
Stuurgroep Morele Bijstand vzw
Stichting voor morele bijstand aan gevangenen
Morele bijstand bij de krijgsmacht
Categoriale morele dienstverlening bij Luchthaven Zaventem / BIAC
Categoriale morele dienstverlening aan de universiteit
Categoriale morele dienstverlening aan kinderen en jongeren

### Lidorganisaties
In 2019 telt de Unie Vrijzinnige Verenigingen volgende 38 lidverenigingen:
- August Vermeylenfonds
- Beeldenstorm[5]
- Bevrijdingsfilms
- Bond Oud Leden 't Zal Wel Gaan[6]
- Brussels Law School Consultancy
- Brussels Studentengenootschap
- CGSO Brugge[7]
- Centrum voor Vrijzinnig Humanistisch Erfgoed
- De Maakbare Mens
- Fakkeltjes[8]
- Federatie Vrijzinnige Centra[9]
- Grijze Geuzen[10]
- Fonds Lucien de Coninck[11]
- Fonds Tony Bergmann[12]
- Humanistisch Vrijzinnige Radio
- Humanistisch Verbond
- Hujo
- Humanitas
- Ik wil praten [13]
- Julius Vuylstekefonds

- Koepel Vrijzinnige Thuisbegeleidingsdiensten De Cocon
- Magnette-Engel-Hiernaux Stichting
- Mentality
- Onderling Steunfonds Georges Beernaerts
- Opvang[14]
- Oudstudentenbond VUB
- Prik[15]
- Samenspel niet-confessionele zedenleer[16]
- SOS Nuchterheid[17]
- Stichting voor Morele Bijstand aan Gevangenen[18]
- Studiekring Vrij Onderzoek
- Uitstraling Permanente Vorming[19]
- Universitair Centrum voor Ontwikkelingssamenwerking[20]
- Vereniging Ernest De Craene
- Vlaams Onderwijs Overlegplatform[21]
- Werkgemeenschap Leraren Ethiek[22]
- Wetenschappelijk Steunfonds voor de Vrije Universiteit Brussel[23]
- Willemsfonds